# Neujahrskonzert der Wiener Philharmoniker 1955
Das Neujahrskonzert der Wiener Philharmoniker 1955 war das 15. Neujahrskonzert der Wiener Philharmoniker und fand am 1. Jänner 1955 im Goldenen Saal des Wiener Musikvereins statt. Dirigiert wurde es zum ersten Mal von Willi Boskovsky, der diese Institution 1941 schon als Konzertmeister der Wiener Philharmoniker mit ins Leben gerufen hatte.

## Besonderheit
Streng genommen war es einerseits das 16. Konzert zum Jahreswechsel – denn zur Jahreswende 1939/40 gab es bereits ein Außerordentliches Konzert der Wiener Philharmoniker, welches allerdings am Silvesterabend 1939 stattfand –, aber erst seit 1946 – seit dem  erstmaligen Dirigat von Josef Krips – trägt das Konzert den Namen Neujahrskonzert der Wiener Philharmoniker: Unter diesem Namen war es das nunmehr zehnte seiner Art.
Willi Boskovsky wurde nach dem Tod von Clemens Krauss einstimmig von den Orchestermitgliedern für dieses Amt als ständiger Dirigent des Neujahrskonzertes gewählt, was er 1955 erstmals ausübte (und bis 1979 innehatte). Willi Boskovsky blieb in Erinnerung, dass er, wenn nicht das gesamte, so doch große Teile des Konzertes, meist die Walzer, mit dem Geigenbogen leitete und, die Violine in die Hüfte gestützt, immer wieder ans Kinn führte, um einen eigenen, geigenbezogenen Schwung in das Orchester zu übertragen.
Als „Ironie der Geschichte“ bezeichnete Kurt Dieman die Tatsache, dass im Jahr der Wiederherstellung der Unabhängigkeit Österreichs der Walzer mit dem Titel Mein Lebenslauf ist Lieb’ und Lust von Josef Strauss den Auftakt des Neujahrskonzertes bildete.

## Programm
- Josef Strauss: Mein Lebenslauf ist Lieb’ und Lust (Walzer), op. 263
- Johann Strauss (Sohn): Annen-Polka, op. 117
- Johann Strauss (Sohn): Wiener Blut (Walzer), op. 354
- Johann Strauss (Sohn): S’ gibt nur a Kaiserstadt, s’ gibt nur a Wien (sic, Polka), op. 291
- Johann Strauss (Sohn): Künstlerleben (Walzer), op. 316*
- Johann Strauss (Sohn): Banditen-Galopp (Polka schnell), op. 378
- Johann Strauss (Sohn): Ouvertüre zur Operette Waldmeister
- Josef Strauss: Die Emancipirte (Polka mazur), op. 282*
- Johann Strauss (Sohn): Persischer Marsch, op. 289
- Johann Strauss (Sohn): Wiener Bonbons (Walzer), op. 307*
- Johann Strauss (Sohn): Kaiser-Walzer, op. 437

Werkliste und Reihenfolge sind der Website der Wiener Philharmoniker entnommen, nach Angabe bei Kurt Dieman: Seid umschlungen, Millionen: Das Neujahrskonzert der Wiener Philharmoniker., S. 198, wurden die dort verzeichneten Zugaben An der schönen blauen Donau und Radetzky-Marsch allerdings nicht gespielt.

Mit * gekennzeichnete Werke standen erstmals in einem Programm eines Neujahrskonzertes.